# Указ № 493
Указ № 493 «Про громадян татарської національності, які раніше проживали в Криму» (рос. Указ № 493 «О гражданах татарской национальности, проживавших в Крыму») видала Президія Верховної Ради 5 вересня 1967 року, щоб заспокоїти і дезорганізувати рух за громадянські права кримських татар. Виданий невдовзі після того, як правозахисники кримськотатарського народу зустрілися з високопосадовцями уряду, щоб окреслити свої скарги та вимоги щодо повної реабілітації, права на повернення, репарацій та відновлення Кримської АРСР, указ не поступався жодній із цих вимог, але нормалізував урядовий евфемізм «громадянин татарської національності, який раніше проживав у Криму» замість власне етноніму кримський татарин відповідно до політики невизнання кримських татар окремою етнічною групою, а також дав уряду можливість стверджувати, що питання «вирішено». Тоді як іншим депортованим народам, таким як чеченці, інгуші, калмики, карачаївці та балкарці, вже давно було дозволено повернутися на рідну землю, а їхні республіки відновлено на додаток до інших форм політичної реабілітації як визнаних народів, той самий указ, який реабілітував ці народи в 1956 році, набув геноцидного відтінку щодо кримських татар, закликаючи до «національного возз'єднання» в Татарській АРСР, що належить іншому народу з подібною назвою — волзьким татарам, замість відновлення Кримської АРСР для кримських татар, які прагнули національної республіки. Хоча в указі 1956 року та інших внутрішніх урядових документах, замість терміна кримський татарин, тривалий час використовувалися принизливі евфемізми, мало хто з кримських татар знали про цю практику, поки не побачили указ, який проголошував їх «реабілітованими», але «міцно вкоріненими» в нинішніх місцях проживання і обмеженими чинним паспортним режимом, опублікованого в газетах у вересні 1967 року. Проте, кілька тисяч кримських татар спробували повернутися до Криму, побачивши цей указ і склавши помилкове враження, що це означає, що їм буде дозволено безперешкодно зареєструватися в Криму. Після прибуття вони були шоковані тим, що з питань прописки в Криму продовжувалася відверта дискримінація кримських татар, внаслідок чого відбулася їх редепортація.
Герой Радянського Союзу Абдураїм Решидов був одним із перших кримських татар, які спробували повернутися до Криму, побачивши указ, опублікований у центральних газетах, але, на відміну від багатьох інших, він зміг отримати посвідку на проживання, щоправда, лише пригрозивши самоспаленням.
Учасники руху за громадянські права кримських татар засудили указ як «шахрайство», «ще один крок до знищення кримськотатарського народу як нації». Ташкентська десятка висміяла його як псевдореабілітацію.